# Bloons Tower Defense
Bloons Tower Defense (Bloons TD) – seria gier typu tower defense z serii Bloons stworzona i wyprodukowana przez studio Ninja Kiwi. Gra została początkowo opracowana jako gra przeglądarkowa, zbudowana na platformie Adobe Flash i wydana w połowie roku 2007. Późniejsze gry z serii rozszerzono o obsługę różnych platform mobilnych, w tym Androida, iOS, Windows Phone, PlayStation Portable i Nintendo DSi.

## Główne odsłony
Obecnie istnieje sześć wydanych gier numerowanych w serii Bloons TD, oprócz różnych pakietów dodatków i spin-offów, takich jak Bloons TD 4 Expansion i Bloons Monkey City. Najnowsza wersja, Bloons TD 6, została wydana 14 czerwca 2018 r. Nazwa serii została zmieniona z Bloons Tower Defense na Bloons TD w 2009 roku z powodu naruszenia znaku towarowego Tower Defense: Lost Earth należącego do Com2uS.
Obecnie istnieje sześć gier głównych i wiele spin-offów opartych głównie na serii Bloons Tower Defense.